# Pornografia gay
La pornografia gay è una parte della pornografia che rappresenta atti sessuali tra maschi con l'obiettivo primario (comune a tutta la pornografia tout court) di portare all'eccitazione sessuale il proprio pubblico. Nonostante l’aspetto eterosessuale abbia avuto un ruolo dominante nella pornografia, la pornografia gay ha avuto un'ampia diffusione e una lunga storia alle spalle, che trova le sue origini nell'antica Grecia se non addirittura nella preistoria. Secondo recenti studi, peraltro, sembra che la produzione e la fruizione della pornografia gay ammonti a circa il 50% dell'intera produzione pornografica il che fa dedurre che il pubblico che ne usufruisce, anche solo sporadicamente, sia molto ampio. In passato è stato utilizzato ogni mezzo e supporto per rappresentare atti sessuali tra uomini, ciò al pari di ogni altro tipo di pornografia. Nell'era moderna, l'industria della pornografia gay si concentra soprattutto nella produzione di home video, DVD, trasmissioni via cavo, video on demand e immagini e filmati fruibili su siti internet dedicati.

## Storia

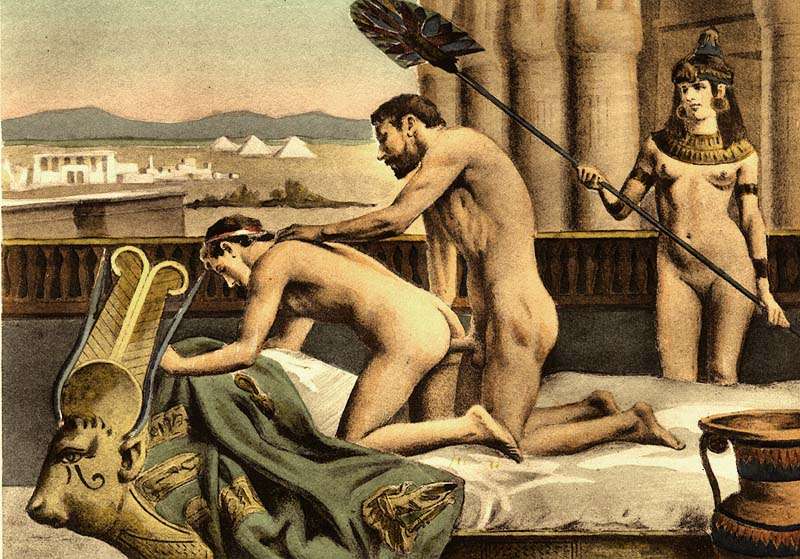
Rapporto sessuale tra Adriano e Antinoo rappresentato da Édouard-Henri Avril

L'omoerotismo è stato da sempre presente nella fotografia e nel cinema fin dalla loro invenzione. Durante gran parte di quel periodo, qualsiasi tipo di rappresentazione sessuale doveva rimanere nascosta a causa delle regole sull'oscenità, in particolar modo ogni tipo di materiale gay avrebbe potuto costituire un atto contro le leggi sulla sodomia, vigenti in molte giurisdizioni. Questo non succede più negli Stati Uniti, in quanto tali leggi sono state dichiarate incostituzionali dalla Corte Suprema nel 2003.
Gli Stag films, come venivano chiamati i film pornografici prima della loro legalizzazione nel 1970, sono stati realizzati relativamente presto nella storia del cinema. Il primo film pornografico noto sembra essere stato prodotto in Europa nel 1908. Le prime scene spinte, gay e bisessuali, risalgono agli anni venti, quando fu prodotto e distribuito il film francese Le ménage moderne du Madame Butterfly, girato in bianco e nero e della durata di pochi minuti. Il primo film americano con scene esplicite di sesso gay è The Surprise of a Knight del 1929. A causa delle restrizioni giuridiche gli inizi della pornografia gay consistevano in produzioni underground, la cui commercializzazione consisteva nella distribuzione di immagini di singoli uomini completamente nudi o con solo il perizoma. La pornografia gay, tra il 1940 e il 1950, era incentrata su uomini atletici e culturisti in pose statuarie. Le immagini di questi uomini, principalmente giovani e glabri, venivano introdotte nelle riviste di fitness note come riviste beefcake, consentendo al lettore di passare come un semplice appassionato di fitness o cultore del benessere e della cura del corpo, poiché la maggior parte degli uomini gay di quel periodo viveva la propria omosessualità nell'ombra. Questo genere di sessualità oggi viene considerato softcore.
L'Athletic Model Guild (AMG), fondata dal fotografo Bob Mizer a Los Angeles nel 1944, fu il primo studio a produrre e commercializzare materiale esplicito per gay e la rivista Physique Pictorial, che conteneva gli scatti di Mizer e i disegni di Tom of Finland, inoltre includeva pubblicità di prodotti estetici e consigli per la cura del corpo. Mizer produsse migliaia di immagini e film prima di morire il 12 maggio 1992. Mizer fu denunciato e processato nel 1947 per diffusione di materiale osceno e condannato a sei mesi di lavori forzati. Dopo Physique Pictorial, nacquero numerose riviste analoghe, come Grecian Guild, Adonis, American Apollo e Body Beautiful, tutte queste, se non dichiaratamente, erano rivolte a un pubblico omosessuale. Tali riviste permettevano allo stesso acquirente di comprare immagini di ragazzi semi-nudi direttamente dal fotografo, le foto venivano spedite in Europa e spacciate per immagini di modelli di nudo per pittori. Questi giornali diedero vita a un cambiamento culturale, soprattutto in Europa, modificando i canoni estetici, dall'ideale di un ragazzo giovane ed efebo al ragazzo muscoloso proposto oltre oceano. Agli inizi degli anni settanta, con l'avvento del 16 millimetri molti fotografi realizzarono molti film contenenti scene di sesso gay e/o masturbazione maschile, questi film venivano distribuiti grazie ad annunci su riviste e al passaparola.
Negli anni sessanta furono prodotti molti film sperimentali i cui contenuti erano velatamente o apertamente gay. Film come Scorpio Rising di Kenneth Anger, Blow Job di Andy Warhol e Flesh di Paul Morrissey, contribuirono a modo loro all'evoluzione della pornografia gay. Quando era poco più che ventenne, Joe Dallesandro lavorò per la AMG di Mizer comparendo in film pornografici gay e lavorando per noti fotografi come Bruce Bellas. Dallesandro divenne in seguito noto al pubblico, la rivista TIME lo nominò nel 1969 l'uomo più bello, è stato raffigurato sulla copertina di Rolling Stone dell'aprile 1971 e prestò la sua immagine per la copertina dell'album di esordio degli The Smiths.
Con la rivoluzione sessuale degli anni sessanta la Corte Suprema degli Stati Uniti, con una sentenza del 1962, permise la commercializzazione della pornografia gay, sentenziando che ogni tipo di materiale che ritrae uomini nudi o semi-nudi non costituisce oscenità.

### Anni settanta
Boys in the Sand può considerarsi il primo film pornografico gay moderno. Boys in the Sand, il cui titolo è un riferimento parodistico al titolo originale del film di William Friedkin Festa per il compleanno del caro amico Harold, fu distribuito in un cinema a luci rosse di New York nel 1971, ottenendo un successo record al botteghino, precedendo il successo di Gola profonda. Questi film contribuirono a lanciare la pornografia gay come fenomeno popolare. La produzione di film gay subì un notevole aumento nel corso degli anni settanta, anni in cui i teatri per adulti gay andavo moltiplicandosi, dove gli uomini potevano avere anche incontri sessuali.
I film di quel periodo erano caratterizzati da una forte libertà sessuale, mostrando scene di sesso in luoghi pubblici, come bagni e spiagge, inoltre nei film erano presenti attori prevalentemente giovani, muscolosi e villosi. Questi attori, baffuti e dal petto villoso, caratterizzarono l'immaginario erotico gay di quel decennio. Simboli di questo genere erano senz'altro Al Parker e Jack Wrangler, il loro aspetto da macho virile contrastava con quello del primo e vero pornodivo degli anni settanta, ovvero Casey Donovan, dall'aspetto più longilineo e meno virile.
Sempre negli anni settanta si registrò l'aumento di riviste specializzate come In Touch e Blueboy. Nel 1973 nasce la rivista Playgirl, creata per un pubblico femminile, ma acquistata anche da un pubblico gay, grazie ai suoi contenuti di nudo frontale maschile.

### Anni ottanta
Gli anni ottanta sono stati un periodo d'oro per la pornografia gay. Con l'avvento del videoregistratore vi fu una più facile accessibilità ai video pornografici, così l'industria pornografica trovò un mercato più redditizio con l'home video. Verso la metà degli anni ottanta, divenne uno standard distribuire i film direttamente in videocassetta, questo significò una scomparsa graduale dei teatri a luce rossa. Inoltre con l'avvento del VHS, molti produttori investirono nel settore, rendendo i video pornografici produzioni ad alto budget.
Il passaggio dall'usufruire della pornografia dagli spazi pubblici al privato, è stata anche influenzata dalla scoperta del virus HIV, rendendo luoghi pubblici, come teatri e bagni, posti non sicuri.
I film hard degli anni settanta avevano il merito di esplorare nuovi modi di rappresentare l'atto sessuale, a differenza quelli degli anni ottanta erano inquadrati in uno standard fatto di regole e convenzioni. La maggior parte dei film iniziava con poche righe di dialogo, gli interpreti eseguivano una fellatio al proprio partner seguito dalla penetrazione anale, culminato dalla eiaculazione, il tutto ripreso in primo piano. Le scene erano composte da riprese spezzettate in cui venivano usate diverse telecamere. La qualità delle immagini e il sonoro erano spesso carenti.
Registi come Matt Sterling, Eric Peterson, John Travis, e William Higgins fissarono uno standard per i modelli di quel decennio. I modelli erano caratterizzati dalla giovane età, dai corpi snelli e privi di peli, figura che contrastava con l'uomo macho e villoso degli anni settanta. Sempre in quel periodo vi fu una divisione netta dei ruoli attivo e passivo. Gli attivi sono coloro che nel sesso anale penetrano il partner, e in genere hanno un corpo più muscoloso e un pene di grosse dimensioni. Il passivo è colui che nel sesso anale viene penetrano e in genere è di corporatura più minuta ed effeminato. I pornodivi del decennio erano quasi tutti attivi, mentre il passivo si intercambiava i ruoli. L'unica eccezione è stato il pornodivo Joey Stefano che è stato esclusivamente passivo in tutti i suoi film, Stefano fu noto anche per i suoi problemi di droga, che lo portano alla morte per overdose nel 1994. A tutt'oggi Joey Stefano viene considerato il James Dean del porno.
Questa rigorosa divisione tra attivo e passivo, permise a molti registi di ingaggiare molti attori eterosessuali per i loro film. Gli uomini eterosessuali che svolgono sesso gay per denaro vengono chiamati gay a pagamento (in inglese “gay-for-pay”). I più famosi sono senz'altro i pornodivi John Holmes, che girò un film gay-for-pay verso la fine della sua carriera, e Jeff Stryker, entrambi noti per la fisicità e per le dimensioni notevoli del pene. Altro porno-attore molto noto negli anni ottanta che ha lavorato come gay a pagamento è Ryan Idol.

### Anni novanta

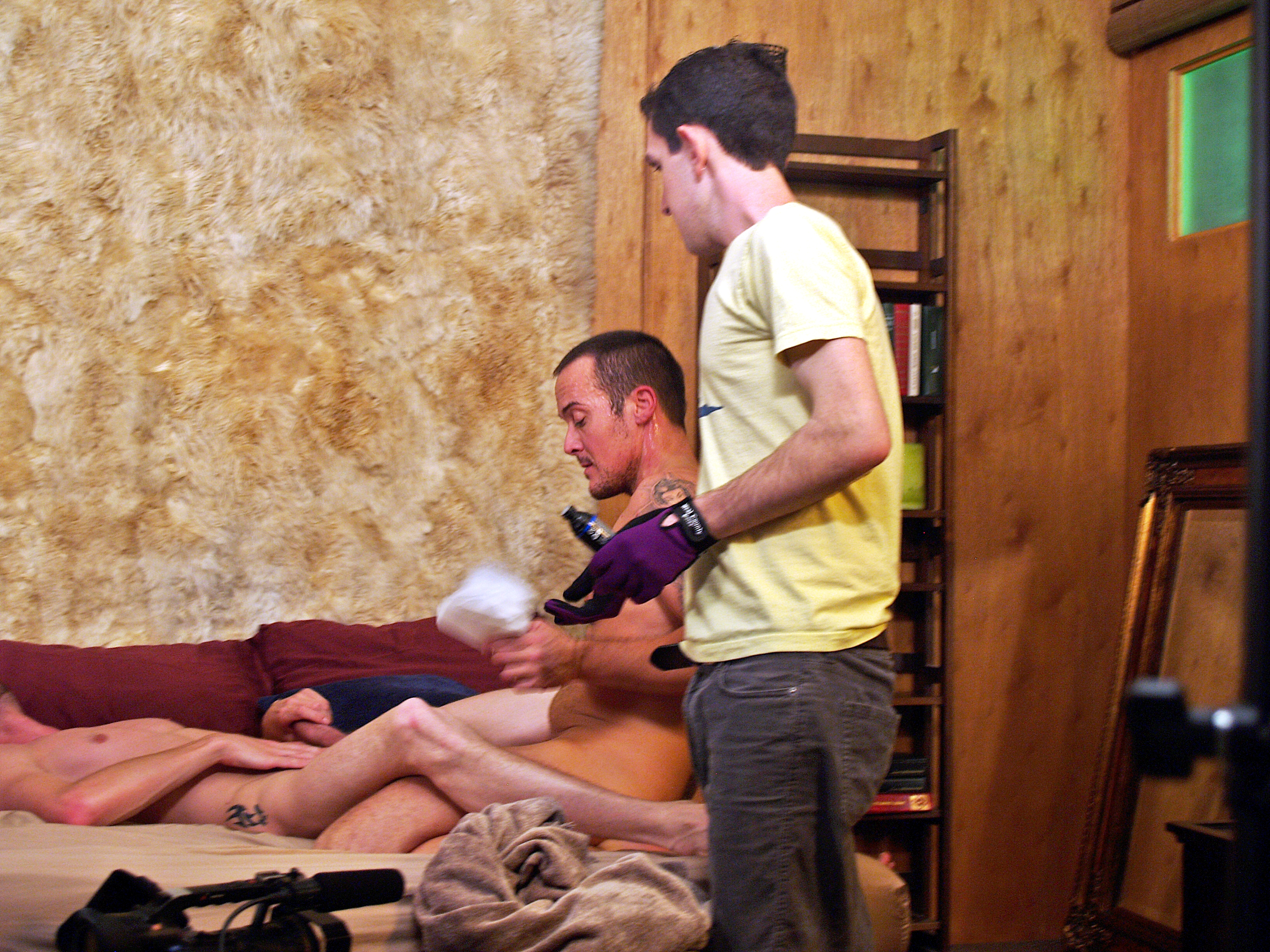
Un fluffer su un set pornografico

L'industria della pornografia gay ha subito costanti cambiamenti nel corso degli anni novanta. Il regista Kristen Bjorn iniziò la sua attività nel business del porno, con un passato da fotografo professionista caratterizzò i suoi film con immagini di alta qualità. Bjorn è stato a sua volta un porno-attore, questo gli permise di seguire i suoi modelli con più cura, per dare loro più credibilità. Molti registi hanno dovuto migliorare le loro qualità tecniche per tenere il passo con l'esigenze del pubblico.
Gli anni novanta segnarono la fine delle distinzioni nette tra attori attivi e passivi, questa nuova tendenza in cui gli attori avevano ruoli interscambiabili (chiamati anche versatili) e davano più importanza all'aspetto erotico, diverso dalla penetrazione o dal sesso orale. Uno degli attori più rappresentativi di questa tendenza è stato Ken Ryker, che divenne un'icona di quel decennio. Ryker, il cui nome d'arte si ispira a quello del suo predecessore Jeff Stryker, iniziò la sua carriera interpretando solo ed esclusivamente il ruolo dell'attivo, dopo la crescita della sua popolarità iniziò a praticare anche il sesso orale e a baciare i suoi partner, ma Ryker non prese mai una posizione netta sulla sua sessualità non definendosi mai come gay, tale alone di mistero era una tecnica usata da molti porno-attori di quel periodo.
Un altro cambiamento sostanziale del decennio è stata l'esplosione del mercato di nicchia in cui vengono prodotti film per accontentare i gusti specifici dello spettatore, vale a dire video amatoriali, in uniforme, fetish, bondage e generi estremi come fist-fucking, con porno attori appartenenti a specifici gruppi etnici. Un altro cambiamento deriva dal crescente mercato europeo, come le produzioni di Bel Ami e la crescente richiesta di modelli dell'Europa dell'Est anche per produzioni ad alto budget statunitensi, aprendo le porte per porno-attori come Árpád Miklós, Lukas Ridgeston, Martin Valko e molti altri.
L'industria pornografica gay ha subito una notevole crescita di popolarità negli anni novanta anche grazie all'avvento di internet. Soppiantata la fase tecnologica U-matic, tecnici, registi, come Chi Chi LaRue, Steven Scarborough e John Rutherford, e i porno-attori stessi hanno iniziato a lavorare nella pornografia considerandolo un vero e proprio mestiere, migliorando la qualità dei film dopo l'emergente interesse dei media e dei critici cinematografici, ma soprattutto per la crescita d'importanza di premi del settore come i GayVN Awards e gli Grabby Awards.
Come già accaduto negli anni ottanta, molti pornodivi raggiungono una certa popolarità, ma grazie all'avvento di internet negli anni novanta certi porno-attori divengono delle vere e proprie celebrità, con un proprio sito personale, fan club e gruppi a loro dedicati.

### Anni duemila

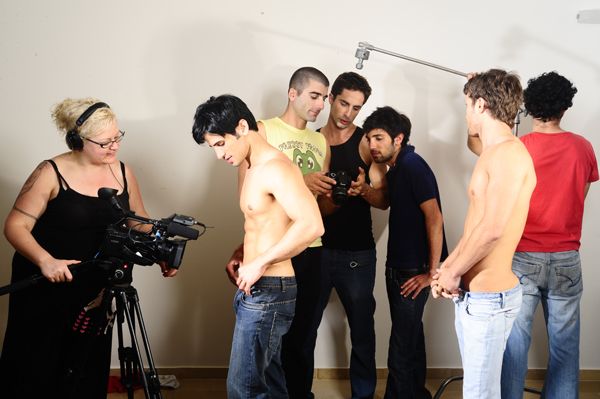
Fotografo sul set del film Men of Israel della Lucas Entertainment. Michael Lucas discute delle riprese cinematografiche con il cast

Il XXI secolo ha segnato un ennesimo aumento delle produzioni, facendo diventare la pornografia gay uno dei settori più redditizi, nonostante la grande circolazione di denaro, molti porno-attori sono pagati relativamente poco, guadagnando grazie a esibizioni e spogliarelli in vari club, molti per aumentare i loro reddito lavorano come escort.
Alcune controversie sono mosse nei confronti di alcune case di produzione come Treasure Island Media e Cobra Video che realizzano video bareback (sesso senza preservativo). Molte società importanti, come Falcon Entertainment, Hot House Entertainment, Channel 1 Releasing, Lucas Entertainment, Raging Stallion e Titan Media sostengono l'uso del preservativo nei loro film, promuovendo il sesso sicuro e contribuire alla lotta all'HIV, sia nel settore pornografico sia nella comunità gay nel suo complesso. Molte società e molti registi, in primis Chi Chi LaRue, sono arrivati a bandire i propri attori che volevano praticare sesso anale senza precauzioni.
Uno dei nuovi pionieri della pornografia gay è il pornodivo e regista Michael Lucas, che con la sua casa di produzione ha espresso un nuovo modo per realizzare film hard, questi film ad alto budget si differenziano da altri per i suoi contenuti che non si limitano alle sole scene di sesso, ma includono una vera e propria trama sorretta da una sceneggiatura. Lucas diresse una versione porno de Le relazioni pericolose, in seguito viene prodotto e distribuito Michael Lucas' La Dolce Vita, un remake pornografico de La dolce vita di Federico Fellini. Dopo la distribuzione del film, Lucas è stato denunciato per violazione dei diritti di copyright e per uso improprio di marchio commerciale.
In questi anni molti cineasti affermati si avvicinano al settore del porno gay, come il danese Lars von Trier, Palma d'oro al Festival di Cannes con Dancer in the Dark, produce il film HotMen CoolBoyz, primo film gay dopo aver prodotto tre film pornografici eterosessuali d'avanguardia. Lars von Trier, che con la società Zentropa, produce HotMen CoolBoyz, opera innovativa con scene esplicite di sesso gay, è noto per aver fondato il movimento cinematografico Dogma 95, e inventa un codice simile per questo tipo di produzioni, chiamato "Puzzy Power Manifesto". Tra i protagonisti della pellicola figura il porno attore statunitense Billy Herrington.
Negli ultimi anni la pornografia gay, come anche altri settori dell'intrattenimento, si avvicina sempre più alle nuove tecnologie, cercando nuovi modi per coinvolgere il suo pubblico. Cavalcando il successo della rinascita del 3D nel cinema mainstream, anche la pornografia si è adeguata e registi come Dominic Ford hanno iniziato a produrre video in tridimensionale da vedere con gli appositi occhialini. Sempre Dominic Ford ha dato vita al reality show So You Think You Can Fuck, primo game show sulla pornografia gay, che prende ispirazione per il titolo dal celebre programma di ballo So You Think You Can Dance. So You Think You Can Fuck, presentato dal pornodivo Matthew Rush, consiste in 12 concorrenti che competono al titolo di "Pornostar preferita d'America". I concorrenti, attraverso domande e risposte, formano delle coppie (attivo e passivo) e hanno quindi pochi minuti per sviluppare una scena utilizzando gli scenari classici della pornografia, spogliatoio, studio medico, palestra, ecc.; successivamente vengono effettuate le riprese della scena sessuale, che viene analizzata e votata da un'apposita giuria. Il reality show è giunto alla quinta edizione, vinto in ordine da Topher DiMaggio, Mitch Vaughn, Duncan Black, Landon Conrad, Dylan Knight e Brandon Wilde.

## Pubblico
Il pubblico che usufruisce della pornografia gay è composto principalmente da uomini gay e bisessuali anche se, stando ad alcuni studi, anche un discreto numero di uomini eterosessuali ricorrerebbe a questo tipo di pornografia a scopo di eccitazione. Ciò sembrerebbe giustificare, peraltro, la massiccia produzione in termini di numeri della pornografia gay che, oggi come oggi, risulta diffusissima in rete generando lo sviluppo prorompente di parecchi sottogeneri (leather, militari, sadomaso, uomini maturi, spanking, ecc.) tutti incentrati rigorosamente su rapporti tra maschi.
Contrastanti sono le opinioni circa la fruizione della pornografia gay da parte del pubblico femminile. A ogni modo in alcuni casi si è stabilito che le donne risultano attratte da una pornografia che vede come protagonisti esclusivamente attori maschi: ad esempio, nell'agosto del 2005, la pornostar Jenna Jameson ha lanciato il sito internet interattivo ‘'Club Thrust'’, che conteneva video hard gay dimostrando, in quell'occasione, un'attrazione del pubblico femminile per quel genere di film. Peraltro, i fumetti Yaoi e la slash fiction sono generi caratterizzati da tematiche gay, ma sono soprattutto scritti da e per donne.

## Pornografia gay in Italia
Quando agli inizi degli anni ottanta la pornografia gay fu sdoganata, con un'invasione massiccia di videocassette e altro materiale proveniente dagli Stati Uniti, anche l'Italia cercò di costruirsi un suo mercato. Molti registi di film porno e/o erotici eterosessuali cercarono di cavalcare questa nuova tendenza, inserendo nei loro film scene gay, ma i tentativi furono fallimentari, con poco apprezzamento da parte del pubblico eterosessuale. Uno dei primi attori a cimentarsi in questo genere fu Lionello Pettinato, attore che era già apparso in servizi fotografici su riviste rivolte a un pubblico gay, Pettinato ha lavorato nei film Pornovideo e Caldo profumo di vergine, entrambi del 1981. Un altro esponente di questo nuovo genere fu Fernando Arcangeli che lavorò per registi come Joe D'Amato e Claudio Caligari nei film Emanuelle in America, Sesso nero, Vieni, vieni da me, amore mio e molti altri. Arcangeli era più che altro chiamato a interpretare ruoli estremamente effeminati se non da travestito. A differenza di Pettinato, che ebbe una carriera molto breve limitandosi a soli tre film, Arcangeli fu apprezzato dal pubblico eterosessuale grazie alle sue interpretazioni dal caratterista comico.
Una vera e propria industria porno gay non ha mai preso piede in Italia, solo verso la fine degli anni novanta furono realizzate alcune produzioni autoctone. Uno dei massimi esponenti è Lucas Kazan, regista che ha lavorato con i più importanti registi pornografici dell'hard gay. Con la Men of Odyssey, Kazan ha girato uno dei primi film ambientati in Italia e con un cast interamente italiano. Il film in questione è Journey to Italy, titolo che rende omaggio al film di Roberto Rossellini Viaggio in Italia, altri titoli prodotti in seguito furono Hotel Italia e Italian Style sotto l'etichetta della Lucas Kazan Productions. Solo i primi due film Kazan furono distribuiti regolarmente in Italia, i successivi furono distribuiti per il mercato estero, per tutelare l'identità di alcuni modelli italiani.
Nonostante queste produzioni nostrane, molti aspiranti porno-attori cercano fortuna negli Stati Uniti: attori hard come gli italiani Francesco D'Macho, Alex Baresi, Carlo Masi e Alex Marte lavorano assiduamente per i più noti studios statunitensi.

## Maggiori studios pornografici

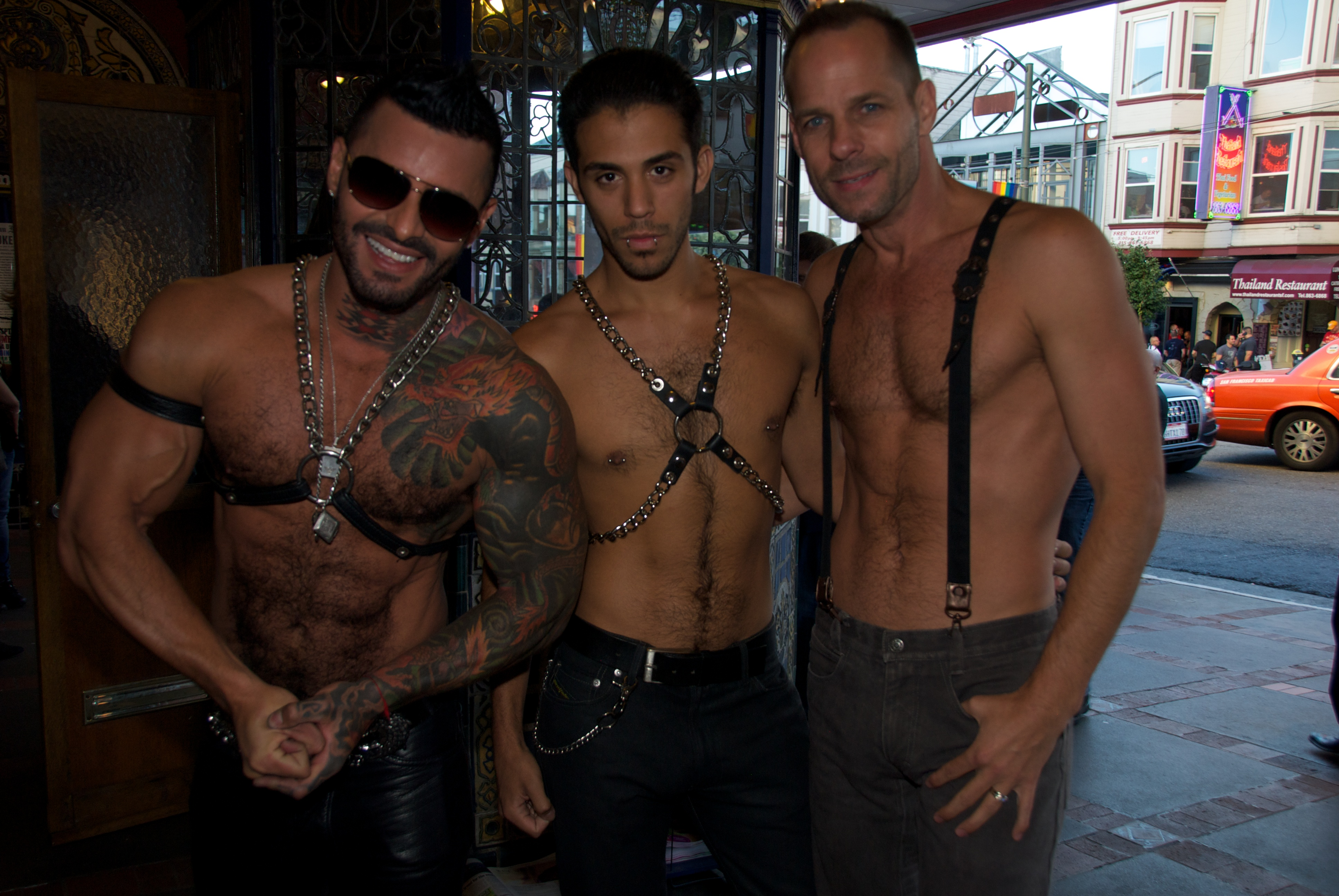
Alexsander Freitas, (a sinistra) e Michael Brandon (a destra) ai GayVN Awards

- Bel Ami
- Cazzo Film
- Channel 1 Releasing
- Falcon Entertainment
- Hot House Entertainment
- Kristen Bjorn Productions
- Jet Set Men
- Lucas Entertainment
- Lucas Kazan Productions
- Raging Stallion Studios
- Titan Media

### Biografie
- Roger Edmonson e Jerry Douglas, Boy in the Sand: Casey Donovan, All-American Sex Star, Alyson Books, 1998, ISBN 1-55583-457-4.
- Roger Edmonson, Clone: The Life and Legacy of Al Parker, Gay Superstar, Alyson Books, 2000, ISBN 1-55583-529-5.
- Charles Isherwood, Wonder Bread & Ecstasy : The Life and Death of Joey Stefano, Alyson Books, 1996, ISBN 1-55583-383-7.
- Chi Chi LaRue e John Erich, Making It Big: Sex Stars, Porn Films and Me, Alyson Publications, 1997, ISBN 1-55583-392-6.
- Corey Taylor, Naked: The Life and Pornography of Michael Lucas, Kensington, 2007, ISBN 0-7582-1750-1.